# Judif Rożawska
Judif Grigorjewna Rożawska (ros. Юдифь Григорьевна Рожавская, ur. 12 listopada 1923 w Kijowie, zm. 10 marca 1982 tamże) – radziecka kompozytorka i pianistka.

## Życiorys
Studiowała w kijowskim konserwatorium, uczyła się w klasie fortepianu  Jewgienija Sliwaka i w klasie kompozycji Matwieja Gozenpuda, ukończyła studia w 1946 roku w klasie fortepianu oraz w 1947 w klasie kompozycji. Ukończyła także studia podyplomowe z fortepianu w 1951 roku. Podczas wielkiej wojny ojczyźnianej była członkinią koncertowych brygad Frontu Stalingradzkiego. Jej mężem był poeta i redaktor Riurik Niemirowski.
Została pochowana w Kiczejewie (obecnie część wsi Worzel).

## Twórczość
Tworzyła m.in. kompozycje na orkiestrę i muzykę kameralną, muzykę filmową, słuchowiska radiowe, napisała ponad 100 piosenek. Wybrane dzieła:
- Koncert fortepianowy (1949)[3]
- Fantazja (1950)[3]
- 10 utworów (1950)[3]
- Wariacje na temat ukraiński na dwa fortepiany[3]
- Królestwo krzywych zwierciadeł, balet (1955)[3]
- Snieguroczka, suita (1955)[4]
- muzyka do filmu animowanego Wiesnianka(inne języki) (1961)[6]
- muzyka do filmu animowanego Puszok i Drużok (1962)[6]
- muzyka do filmu animowanego Wiesiełyj Chudożnik (1963)[6]
- muzyka do filmu animowanego Tiaw i Gaw (1967)[6]
- 4 romanse do słów Anny Achmatowej (1967)[4]
- Kazka pro zagublenij czas (Skazka o potieriannom wriemieni), opera dziecięca (1971)[4]